# Metapoesía

## Definición
El término metapoesía está compuesto por el prefijo de origen griego meta, que significa "más allá de", e implica cambio o mutación, o aquello que trasciende o abarca a aquello que prefija. Así, el término metapoesía designa a aquellas obras en las que el tema de la poesía es la propia poesía y la relación que tiene el autor con el texto y con el público. En este sentido la poesía se justifica a sí misma desde un punto de vista mucho más autónomo que el del simple arte por el arte.
Los metapoetas consideran que la poesía reflexiona, amplía su propia naturaleza discursiva, descubriendo el origen del poema. Coinciden en lo que se ha dicho por Guillermo Carnero de que "la práctica de la metapoesía requiere capacidad de reflexión sobre las limitaciones del lenguaje" por lo cual la suelen ejercer los que de algún modo se dedican a las ciencias del lenguaje de un modo profesional.

## Guillermo Carnero
Guillermo Carnero la define así:
Metapoesía es el discurso poético cuyo asunto, o uno de cuyos asuntos, es el hecho mismo de escribir poesía y la relación entre autor, texto y público. Con otras palabras, un metapoema es un poema que tiene dos niveles discursivos paralelos. En el primero, se trata de lo que habitualmente entendemos por poema. En el segundo, que discurre paralelamente al primero, y entremezclado con él, el poema reflexiona sobre su propia naturaleza, su origen, condicionamientos y demás circunstancias.
Así pues, un metapoema es un poema que habla de poesía, y la poesía se justifica y halla tema en sí misma. Este tipo de estética ya fue anticipada por el poeta chileno Vicente Huidobro al generar el submovimiento de vanguardia conocido como creacionismo. Pero a fines del siglo XX esta corriente se desarrolló notablemente.

## Nuevas formas poéticas
Si bien, la metapoesía es poesía cuyo tema es la propia poesía, también implica a aquello que va más allá de la poesía. En este sentido J. Lallemant la percibe como innovación y renovación en las formas visuales y escritas de la poesía, y expone una serie de figuras metapoéticas en donde las letras, las palabras y el mismo texto se exponen a las más diversas variaciones, incluyendo caligramas, numeración, degradé, entre otras.